# Guillermo Fraile
Guillermo Fraile Martín O.P. ( Yecla de Yeltes, 10 de fevereiro de 1909 – Paris, 20 de julho de 1970 )  foi um religioso e filósofo dominicano espanhol. A sua obra-prima foi a História da Filosofia (1956-1985)  na editora BAC, que deixou inacabada com a sua morte em 1970 e que o Irmão Teófilo Urdánoz teve de terminar.

## Biografia
Ingressou na Ordem Dominicana em 1927, em Corias (Astúrias), onde, após o noviciado, estudou filosofia e teologia, dedicando-se imediatamente ao ensino da filosofia.De 1933 lecionou ininterruptamente até sua morte, primeiro em suas várias disciplinas sistemáticas: cosmologia, psicologia, crítica do conhecimento e, a partir de 1937, história da filosofia, em cujo ensino e pesquisa perseverou pelo resto de sua vida.Quando a faculdade de filosofia foi criada na Pontifícia Universidade de Salamanca, ele foi chamado para ela como professor de história da filosofia. Desde 1956 exerceu a cadeira como ordinário, primeiramente a disciplina, depois a parte antiga, até o final do curso de 1970.A sua actividade docente alternou-se com intensa actividade apostólica como orador sacro e como conferencista académico. São inúmeras as palestras e conferências que proferiu em universidades e centros acadêmicos da Espanha, sempre com a mesma lucidez e brilhante estilo oratório.
Com a actividade docente iniciou também a sua actividade como escritor, favorecido pelas suas superiores qualidades e primorosa formação literária. Seu primeiro fruto para o público foi um comentário extremamente apreciativo sobre a produção filosófica de Ortega y Gasset por ocasião da primeira edição conjunta de seus escritos, As Obras de Ortega y Gasset, em La Ciencia Tomista (1933), aparecendo assim como um dos primeiros comentadores do mestre.
Sua colaboração assídua em temas filosóficos começou quando foi nomeado diretor de La ciencia Thomista (1937-1945). Mas sua obra-prima como escritor e pesquisador é a monumental e conhecida História da Filosofia (1956-1985), escrita em parceria com Teófilo Urdánoz e que causou grande impacto nos especialistas e no público culto, obra tão clara e harmoniosa. e exposição profunda dos sistemas, de tal rigor científico pelo contato constante com as fontes e de tão exuberante e quase exaustiva erudição de autores, datas e dados bibliográficos.
Ele faleceu inesperadamente em Paris.